# Кошкаровка
Кошка́ровка (рос. Кошкаровка, ерз. Кошкаровка) — присілок у складі Лямбірського району Мордовії, Росія. Входить до складу Первомайського сільського поселення.

## Населення
Населення — 53 особи (2010; 71 у 2002).
Національний склад (станом на 2002 рік):
- росіяни — 93 %